# کرپن‌اشتت
شهر کرپن‌اشتت (به آلمانی: Kroppenstedt) در ایالت زاکسن-آنهالت در کشور آلمان واقع شده‌است.